# João de Paiva Menezes
João de Paiva Menezes (Belém, 9 de abril de 1917 – Rio de Janeiro, 19 de julho de 2006) foi um advogado, professor e político brasileiro que foi senador (1987 - 1991) pelo estado do Pará.

## Dados biográficos
Filho de João Alves de Paiva Menezes e Maria Paula de Paiva Menezes. Bacharel em Direito pela Universidade Federal do Pará, onde lecionou. Advogado, foi consultor jurídico da Legião Brasileira de Assistência, secretário da seccional da Ordem dos Advogados do Brasil no Pará e secretário-executivo do Projeto Grande Carajás. Na seara desportiva foi vice-presidente do Conselho Regional dos Desportos do Pará, juiz do Superior Tribunal de Justiça Desportiva e presidente do Conselho Nacional dos Desportos. Eleito deputado estadual pelo PSD em 1947 e 1950 e deputado federal em 1954, 1958 e 1962 ingressou no MDB com o advento do bipartidarismo presidindo inclusive o seu conselho de ética. Reeleito em 1966, 1970, 1974 e 1978, migrou para o PP após a reforma partidária de 1980 e a seguir ingressou no PMDB sendo eleito primeiro suplente de senador em 1982 transferindo-se depois para o PFL. Seu último partido político foi o PSDB. Foi efetivado após a eleição de Hélio Gueiros para o governo do Pará em 1986. Faleceu vítima de um infarto na capital fluminense e em sua memória a Assembleia Legislativa do Pará instituiu a Medalha do Mérito Comunitário Estadual.
Após as eleições de 2014 passou a dividir o posto de recordista de mandatos (sete) como deputado federal pela Região Norte do Brasil com o amazonense Átila Lins.